# Démétrios de Magnésie
Pour les articles homonymes, voir Démétrios.
Démétrios de Magnésie est un grammairien, biographe et lexicographe grec, auteur d'un Sur les poètes et écrivains homonymes.

### Sources
- Diogène Laërce, Vies, doctrines et sentences des philosophes illustres [détail des éditions] (Livre V, 5)